# Boby na Zimních olympijských hrách 1956
Boby na olympiádě v Cortině d'Ampezzo.

## Medailové pořadí zemí
| Pořadí | Země                         | Zlato | Stříbro | Bronz | Celkově |
| ------ | ---------------------------- | ----- | ------- | ----- | ------- |
| 1.     | Itálie (ITA)                 | 1     | 2       | 0     | 3       |
| 2.     | Švýcarsko (SUI)              | 1     | 0       | 1     | 2       |
| 3.     | Spojené státy americké (USA) | 0     | 0       | 1     | 1       |
|        | Celkem                       | 2     | 2       | 2     | 6       |

## Medailisté

### Muži
| Disciplína | Zlato                                                                          | Výkon   | Stříbro                                                                         | Výkon   | Bronz                                                                                     | Výkon   |
| ---------- | ------------------------------------------------------------------------------ | ------- | ------------------------------------------------------------------------------- | ------- | ----------------------------------------------------------------------------------------- | ------- |
| dvojbob    | Itálie (ITA) · Lamberto Dalla Costa · Giacomo Conti                            | 5:30,14 | Itálie (ITA) · Eugenio Monti · Renzo Alverà                                     | 5:31,45 | Švýcarsko (SUI) · Max Angst · Harry Warburton                                             | 5:37,46 |
| čtyřbob    | Švýcarsko (SUI) · Franz Kapus · Gottfried Diener · Robert Alt · Heinrich Angst | 5:10,44 | Itálie (ITA) · Eugenio Monti · Ulrico Girardi · Renzo Alverà · Renato Mocellini | 5:12,10 | Spojené státy americké (USA) · Arthur Tyler · William Dodge · Charles Butler · James Lamy | 5:12,39 |